# Parasinga tuhana
Parasinga tuhana är en fjärilsart som beskrevs av Holloway 1976. Parasinga tuhana ingår i släktet Parasinga och familjen tandspinnare. Inga underarter finns listade i Catalogue of Life.